# تصفيات كأس آسيا 2027
تصفيات كأس آسيا 2027 هي تصفيات كرة القدم ينظمها الاتحاد الآسيوي لكرة القدم لتحديد الفرق المشاركة في كأس
آسيا 2027، في النسخة التاسعة عشرة من بطولة آسيا الدولية لكرة القدم للرجال. منذ عام 2019، يتنافس في نهائيات كأس آسيا 24 فريقًا، بعد أن وسعت من نظام 16 فريقًا الذي استخدم من عام 2004 إلى عام 2015 . يشمل التأهل أربع جولات، وقد تتضاعف الجولتان الأوليتان كتصفيات كأس العالم 2026 للمنتخبات الآسيوية.

## الشكل
شكل التأهيل على النحو التالي:
- الجولة الأولى:[note 1] سيلعب 20 فريقا (المرتبة 27-46) ذهابا وإيابا على مباراتين.
  - 10 فائزين يتأهلون إلى الجولة الثانية.
  - 1 الفريق الخاسر الأفضل تصنيفا يتأهل إلى الدور الثالث من تصفيات كأس آسيا.
  - 9 فرق خاسرة أسوأ مرتبة تتأهل إلى الدور الفاصل من تصفيات كأس آسيا.
- الجولة الثانية:[note 2] يتم تقسيم 36 فريقا (في المرتبة 1-26 و 10 فائزين في الدور الأول) إلى 9 مجموعات من 4 فرق للعب مباريات مزدوجة ذهابا وإيابا كدورة روبن.
  - يتأهل الفائزون بالمجموعات ال9 ووصيف المجموعات ال9 إلى كأس آسيا إلى جانب المضيف السعودية والتأهل إلى الدور الثالث من تصفيات كأس العالم 2026.
  - يتأهل ال18 الباقون مباشرة إلى الدور الثالث من تصفيات كأس آسيا.
- الجولة الفاصلة:[note 3] 10 فرق (9 أسوأ الفرق الخاسرة مرتبة من الجولة الأولى + جزر ماريانا الشمالية) ستلعب ذهابا وإيابا على مباراتين تحددان التصفيات الخمسة الأخيرة للدور الثالث.
- الجولة الثالثة:[note 4] سيتم تقسيم 24 فريقا (1 أفضل فريق خاسر من الدور الأول + 18 فريقا صاحب المركزين الثالث والرابع من الدور الثاني + 5 فائزين من الجولة الفاصلة) إلى 6 مجموعات من 4 فرق للعب مباريات ذهاب وإياب مزدوجة ذهابا وإيابا وسيشغل الفائز من كل مجموعة الأماكن ال6 المتبقية لكأس آسيا.

## الداخلين
ستة وأربعون دولة منتسبة للفيفا مؤهلة للدخول في عملية التأهل المشتركة لكل من كأس العالم 2026 وكأس آسيا 2027; جزر ماريانا الشمالية، التي ليست عضوا في الفيفا، ستدخل من خلال الجولة الفاصلة.
أجريت قرعة الجولتين الأولى والثانية من التصفيات المشتركة في 27 يوليو 2023. تم تصنيف الفرق في أربعة أواني. تحتوي الأوعية 1 و 2 و 3 على الفرق المصنفة 1-9 و 10-18 و 19-26 على التوالي ، بينما يحتوي الوعاء 4 على الفرق العشرين المتبقية (المرتبة 27-46). تم سحب جميع الفرق من الوعاء 4 إلى الجولة الأولى في وعاءين. تم سحب الفرق من الأوعية 1 و 2 و 3 مباشرة إلى الدور الثاني ، إلى جانب الفائز في الجولة الأولى المخصصة.
| وداعا للجولة الثانية | وداعا للجولة الثانية | وداعا للجولة الثانية | يتنافس في الجولة الأولى | التنافس في الجولة الفاصلة     |
| وعاء 1 | وعاء 2 | وعاء 3 | وعاء 4 | –                             |
| --- | --- | --- | --- | ----------------------------- |
| 1. اليابان (20) 2. إيران (22) 3. أستراليا (27) 4. كوريا الجنوبية (28) 5. السعودية (53) 6. قطر (58) 7. العراق (70) 8. الإمارات العربية المتحدة (72) 9. عمان (73) | 1. أوزبكستان (74) 2. الصين (79) 3. الأردن (82) 4. البحرين (86) 5. سوريا (94) 6. فيتنام (95) 7. فلسطين (96) 8. قرغيزستان (97) 9. الهند (100) | 1. لبنان (102) 2. طاجيكستان (109) 3. تايلاند (113) 4. كوريا الشمالية (115) 5. الفلبين (135) 6. ماليزيا (137) 7. تركمانستان (138) 8. الكويت (141) 9. هونغ كونغ (149) | 1. إندونيسيا (150) 2. تايبيه الصينية (153) 3. المالديف (154) 4. اليمن (156) 5. أفغانستان (157) 6. سنغافورة (158) 7. ميانمار (160) 8. نيبال (175) 9. كمبوديا (176) 10. ماكاو (182) 11. منغوليا (183) 12. بوتان (184) 13. لاوس (188) 14. بروناي (191) 15. بنغلاديش (192) 16. تيمور الشرقية (195) 17. باكستان (201) 18. غوام (206) | 1. جزر ماريانا الشمالية (N/A) |

## الجدول الزمني
من المتوقع أن يكون جدول المسابقة على النحو التالي ، وفقا لتقويم مسابقات الاتحاد الآسيوي لكرة القدم. هذه هي أول تصفيات لكأس آسيا تبدأ قبل إقامة المباريات النهائية السابقة ، حيث تم تأجيل كأس آسيا 2023 إلى أوائل عام 2024.
| الجولة         | يوم المباراة  | التواريخ       |
| -------------- | ------------- | -------------- |
| الجولة الأولى  | مباراة الذهاب | 12 أكتوبر 2023 |
| الجولة الأولى  | مباراة العودة | 17 أكتوبر 2023 |
| الجولة الثانية | الجولة 1      | 16 نوفمبر 2023 |
| الجولة الثانية | الجولة 2      | 21 نوفمبر 2023 |
| الجولة الثانية | الجولة 3      | 21 مارس 2024   |
| الجولة الثانية | الجولة 4      | 26 مارس 2024   |
| الجولة الثانية | الجولة 5      | 6 يونيو 2024   |
| الجولة الثانية | الجولة 6      | 11 يونيو 2024  |

| الجولة         | يوم المباراة  | تواريخ         |
| -------------- | ------------- | -------------- |
| الجولة الفاصلة | مباراة الذهاب | 5 سبتمبر 2024  |
| الجولة الفاصلة | مباراة العودة | 10 سبتمبر 2024 |
| الجولة الثالثة | الجولة 1      | 25 مارس 2025   |
| الجولة الثالثة | الجولة 2      | 10 يونيو 2025  |
| الجولة الثالثة | الجولة 3      | 9 سبتمبر 2025  |
| الجولة الثالثة | الجولة 4      | 14 أكتوبر 2025 |
| الجولة الثالثة | الجولة 5      | 18 نوفمبر 2025 |
| الجولة الثالثة | الجولة 6      | 31 مارس 2026   |

## الجولة الأولى
سيتأهل الفائزون العشرة إلى الدور الثاني من التصفيات.
| أفغانستان      | 2–0  | منغوليا       | 1–0 | 1–0 |
| المالديف       | 2–3  | بنغلاديش      | 1–1 | 1–2 |
| سنغافورة       | 3–1  | غوام          | 2–1 | 1–0 |
| اليمن          | 4–1  | سريلانكا      | 3–0 | 1–1 |
| ميانمار        | 5–1  | ماكاو         | 5–1 | 0–0 |
| كمبوديا        | 0–1  | باكستان       | 0–0 | 0–1 |
| تايبيه الصينية | 7–0  | تيمور الشرقية | 4–0 | 3–0 |
| إندونيسيا      | 12–0 | بروناي        | 6–0 | 6–0 |
| هونغ كونغ      | 4–2  | بوتان         | 4–0 | 0–2 |
| نيبال          | 2–1  | لاوس          | 1–1 | 1–0 |

## الجولة الثانية
ستجرى قرعة الدور الثاني في 27 يوليو 2023 الساعة 16:00 بتوقيت جرينتش ( UTC + 8 ) في مقر الاتحاد الآسيوي لكرة القدم في كوالالمبور ، ماليزيا.

### المجموعة الأولى
🇶🇦قطر لعب المنتخب القطري 5 فاز في 4 و تعادل في لقاء وحيد مع أفغانستان سجل المنتخب 16 و استقبلت شباكه هدفين اثنين
🇮🇳الهند قدم المنتخب الهندي كل ما يستطيع في هذي التصفيات على أمل التأهل إلى كأس العالم 2026 وكأس اسيا 2027 حيث يمتلك 5 نقاط و لا زال الأمل موجود ولكنه صعب حيث يواجه المنتخب الهندي المنتخب القطري في المواجهة الأخيرة في هذا الدوري على ملعب جاسم بن حمد في قطر و هذا ما يصعب الأمر اكثر و اكثر
🇦🇫أفغانستان المنتخب الافغاني يمتلك 5 بالتساوي مع الهندي لكن استقبل العديد من الأهداف كما أنه خسر بنتيجة 8-1 أمام المنتخب القطري ولكن الأمل موجود أمام الكويت و أمام خسارة الهند
🇰🇼الكويت الكويت صدمة بعض الشيء ان الكويت في المركز الأخير من المجموعة على الرغم من انه أقوى من أفغانستان عناصيريا و تكتيا

### المجموعة الثانية
| م | الفريق         | لعب | ف | ت | خ | أ.له | أ.ع | أ.ف | نقاط | التأهل                                        |  | اليابان | كوريا الشمالية | سوريا | ميانمار |
| - | -------------- | --- | - | - | - | ---- | --- | --- | ---- | --------------------------------------------- |  | ------- | -------------- | ----- | ------- |
| 1 | اليابان        | 6   | 6 | 0 | 0 | 24   | 0   | +24 | 18   | الجولة الثالثة من تصفيات كأس العالم وكأس آسيا |  | —       | 0–3            | 5–0   | 0–5     |
| 2 | كوريا الشمالية | 6   | 3 | 0 | 3 | 11   | 7   | +4  | 9    | الجولة الثالثة من تصفيات كأس العالم وكأس آسيا |  | 1–0     | —              | 1–0   | 4–1     |
| 3 | سوريا          | 6   | 2 | 1 | 3 | 9    | 12  | −3  | 7    | تصفيات كأس آسيا 2027                          |  | 0–5     | 1–0            | —     | 7–0     |
| 4 | ميانمار        | 6   | 0 | 1 | 5 | 3    | 28  | −25 | 1    | تصفيات كأس آسيا 2027                          |  | 0–5     | 1–6            | 1–1   | —       |

### المجموعة الثالثة
| م | الفريق         | لعب | ف | ت | خ | أ.له | أ.ع | أ.ف | نقاط | التأهل                                        |  | كوريا الجنوبية | الصين | تايلاند | سنغافورة |
| - | -------------- | --- | - | - | - | ---- | --- | --- | ---- | --------------------------------------------- |  | -------------- | ----- | ------- | -------- |
| 1 | كوريا الجنوبية | 6   | 5 | 1 | 0 | 20   | 1   | +19 | 16   | الجولة الثالثة من تصفيات كأس العالم وكأس آسيا |  | —              | 1–0   | 1–1     | 5–0      |
| 2 | الصين          | 6   | 2 | 2 | 2 | 9    | 9   | 0   | 8    | الجولة الثالثة من تصفيات كأس العالم وكأس آسيا |  | 0–3            | —     | 1–1     | 4–1      |
| 3 | تايلاند        | 6   | 2 | 2 | 2 | 9    | 9   | 0   | 8    | تصفيات كأس آسيا 2027                          |  | 0–3            | 1–2   | —       | 3–1      |
| 4 | سنغافورة       | 6   | 0 | 1 | 5 | 5    | 24  | −19 | 1    | تصفيات كأس آسيا 2027                          |  | 0–7            | 2–2   | 1–3     | —        |

### المجموعة الرابعة
| م | الفريق         | لعب | ف | ت | خ | أ.له | أ.ع | أ.ف | نقاط | التأهل                                        |  | سلطنة عمان | قرغيزستان | ماليزيا | تايبيه الصينية |
| - | -------------- | --- | - | - | - | ---- | --- | --- | ---- | --------------------------------------------- |  | ---------- | --------- | ------- | -------------- |
| 1 | عمان           | 6   | 4 | 1 | 1 | 11   | 2   | +9  | 13   | الجولة الثالثة من تصفيات كأس العالم وكأس آسيا |  | —          | 1–1       | 2–0     | 3–0            |
| 2 | قرغيزستان      | 6   | 3 | 2 | 1 | 13   | 7   | +6  | 11   | الجولة الثالثة من تصفيات كأس العالم وكأس آسيا |  | 1–0        | —         | 1–1     | 5–1            |
| 3 | ماليزيا        | 6   | 3 | 1 | 2 | 9    | 9   | 0   | 10   | تصفيات كأس آسيا 2027                          |  | 0–2        | 4–3       | —       | 3–1            |
| 4 | تايبيه الصينية | 6   | 0 | 0 | 6 | 2    | 17  | −15 | 0    | تصفيات كأس آسيا 2027                          |  | 0–3        | 0–2       | 0–1     | —              |

### المجموعة الخامسة
| م | الفريق     | لعب | ف | ت | خ | أ.له | أ.ع | أ.ف | نقاط | التأهل                                        |  | إيران | أوزبكستان | تركمانستان | هونغ كونغ |
| - | ---------- | --- | - | - | - | ---- | --- | --- | ---- | --------------------------------------------- |  | ----- | --------- | ---------- | --------- |
| 1 | إيران      | 6   | 4 | 2 | 0 | 16   | 4   | +12 | 14   | الجولة الثالثة من تصفيات كأس العالم وكأس آسيا |  | —     | 0–0       | 5–0        | 4–0       |
| 2 | أوزبكستان  | 6   | 4 | 2 | 0 | 13   | 4   | +9  | 14   | الجولة الثالثة من تصفيات كأس العالم وكأس آسيا |  | 2–2   | —         | 3–1        | 3–0       |
| 3 | تركمانستان | 6   | 0 | 2 | 4 | 4    | 14  | −10 | 2    | تصفيات كأس آسيا 2027                          |  | 0–1   | 1–3       | —          | 0–0       |
| 4 | هونغ كونغ  | 6   | 0 | 2 | 4 | 4    | 15  | −11 | 2    | تصفيات كأس آسيا 2027                          |  | 2–4   | 0–2       | 2–2        | —         |

### المجموعة السادسة
| م | الفريق     | لعب | ف | ت | خ | أ.له | أ.ع | أ.ف | نقاط | التأهل                                        |  | العراق | إندونيسيا | فيتنام | الفلبين |
| - | ---------- | --- | - | - | - | ---- | --- | --- | ---- | --------------------------------------------- |  | ------ | --------- | ------ | ------- |
| 1 | العراق (Q) | 6   | 6 | 0 | 0 | 17   | 2   | +15 | 18   | الجولة الثالثة من تصفيات كأس العالم وكأس آسيا |  | —      | 5–1       | 3–1    | 1–0     |
| 2 | إندونيسيا  | 6   | 3 | 1 | 2 | 8    | 8   | 0   | 10   | الجولة الثالثة من تصفيات كأس العالم وكأس آسيا |  | 0–2    | —         | 1–0    | 2–0     |
| 3 | فيتنام     | 6   | 2 | 0 | 4 | 6    | 10  | −4  | 6    | تصفيات كأس آسيا 2027                          |  | 0–1    | 0–3       | —      | 3–2     |
| 4 | الفلبين    | 6   | 0 | 1 | 5 | 3    | 14  | −11 | 1    | تصفيات كأس آسيا 2027                          |  | 0–5    | 1–1       | 0–2    | —       |

### المجموعة السابعة
| م | الفريق    | لعب | ف | ت | خ | أ.له | أ.ع | أ.ف | نقاط | التأهل                                        |  | الأردن | السعودية | طاجيكستان | باكستان |
| - | --------- | --- | - | - | - | ---- | --- | --- | ---- | --------------------------------------------- |  | ------ | -------- | --------- | ------- |
| 1 | الأردن    | 6   | 4 | 1 | 1 | 16   | 4   | +12 | 13   | الجولة الثالثة من تصفيات كأس العالم وكأس آسيا |  | —      | 0–2      | 3–0       | 7–0     |
| 2 | السعودية  | 6   | 4 | 1 | 1 | 12   | 3   | +9  | 13   | الجولة الثالثة من تصفيات كأس العالم وكأس آسيا |  | 1–2    | —        | 1–0       | 4–0     |
| 3 | طاجيكستان | 6   | 2 | 2 | 2 | 11   | 7   | +4  | 8    | تصفيات كأس آسيا 2027                          |  | 1–1    | 1–1      | —         | 3–0     |
| 4 | باكستان   | 6   | 0 | 0 | 6 | 1    | 26  | −25 | 0    | تصفيات كأس آسيا 2027                          |  | 0–3    | 0–3      | 1–6       | —       |

1. ↑  تأهلت السعودية بالفعل لكأس آسيا كدولة مضيفة.

### المجموعة الثامنة
| م | الفريق                   | لعب | ف | ت | خ | أ.له | أ.ع | أ.ف | نقاط | التأهل                                        |  | الإمارات العربية المتحدة | البحرين | اليمن | نيبال |
| - | ------------------------ | --- | - | - | - | ---- | --- | --- | ---- | --------------------------------------------- |  | ------------------------ | ------- | ----- | ----- |
| 1 | الإمارات العربية المتحدة | 6   | 5 | 1 | 0 | 16   | 2   | +14 | 16   | الجولة الثالثة من تصفيات كأس العالم وكأس آسيا |  | —                        | 1–1     | 2–1   | 4–0   |
| 2 | البحرين                  | 6   | 3 | 2 | 1 | 11   | 3   | +8  | 11   | الجولة الثالثة من تصفيات كأس العالم وكأس آسيا |  | 0–2                      | —       | 0–0   | 3–0   |
| 3 | اليمن                    | 6   | 1 | 2 | 3 | 5    | 9   | −4  | 5    | تصفيات كأس آسيا 2027                          |  | 0–3                      | 0–2     | —     | 2–2   |
| 4 | نيبال                    | 6   | 0 | 1 | 5 | 2    | 20  | −18 | 1    | تصفيات كأس آسيا 2027                          |  | 0–4                      | 0–5     | 0–2   | —     |

1. 1 2  نقاط المواجهات المباشرة: البحرين 3، اليمن 0.

### المجموعة التاسعة
| م | الفريق   | لعب | ف | ت | خ | أ.له | أ.ع | أ.ف | نقاط | التأهل                                      |  | أستراليا | دولة فلسطين | لبنان | بنغلاديش |
| - | -------- | --- | - | - | - | ---- | --- | --- | ---- | ------------------------------------------- |  | -------- | ----------- | ----- | -------- |
| 1 | أستراليا | 6   | 6 | 0 | 0 | 22   | 0   | +22 | 18   | الدور الثالث من تصفيات كأس العالم وكأس آسيا |  | —        | 5–0         | 2–0   | 7–0      |
| 2 | فلسطين   | 6   | 2 | 2 | 2 | 6    | 6   | 0   | 8    | الدور الثالث من تصفيات كأس العالم وكأس آسيا |  | 0–1      | —           | 0–0   | 1–0      |
| 3 | لبنان    | 6   | 1 | 3 | 2 | 5    | 8   | −3  | 6    | تصفيات كأس آسيا 2027                        |  | 0–5      | 0–0         | —     | 4–0      |
| 4 | بنغلاديش | 6   | 0 | 1 | 5 | 1    | 20  | −19 | 1    | تصفيات كأس آسيا 2027                        |  | 0–2      | 0–5         | 1–1   | —        |

## الجولة الفاصلة
| الفريق الأول | إجم. | الفريق الثاني | مباراة الذهاب | مباراة الإياب |
| ------------ | ---- | ------------- | ------------- | ------------- |
|              |      |               |               |               |
|              |      |               |               |               |
|              |      |               |               |               |
|              |      |               |               |               |
|              |      |               |               |               |

## الجولة الثالثة

### المجموعة الأولى
| م | الفريق | لعب | ف | ت | خ | أ.له | أ.ع | أ.ف | نقاط | التأهل        |
| - | ------ | --- | - | - | - | ---- | --- | --- | ---- | ------------- |
| 1 | A1     | 0   | 0 | 0 | 0 | 0    | 0   | 0   | 0    | كأس آسيا 2027 |
| 2 | A2     | 0   | 0 | 0 | 0 | 0    | 0   | 0   | 0    |               |
| 3 | A3     | 0   | 0 | 0 | 0 | 0    | 0   | 0   | 0    |               |
| 4 | A4     | 0   | 0 | 0 | 0 | 0    | 0   | 0   | 0    |               |

### المجموعة الثانية
| م | الفريق | لعب | ف | ت | خ | أ.له | أ.ع | أ.ف | نقاط | التأهل        |
| - | ------ | --- | - | - | - | ---- | --- | --- | ---- | ------------- |
| 1 | B1     | 0   | 0 | 0 | 0 | 0    | 0   | 0   | 0    | كأس آسيا 2027 |
| 2 | B2     | 0   | 0 | 0 | 0 | 0    | 0   | 0   | 0    |               |
| 3 | B3     | 0   | 0 | 0 | 0 | 0    | 0   | 0   | 0    |               |
| 4 | B4     | 0   | 0 | 0 | 0 | 0    | 0   | 0   | 0    |               |

### المجموعة الثالثة
| م | الفريق | لعب | ف | ت | خ | أ.له | أ.ع | أ.ف | نقاط | التأهل        |
| - | ------ | --- | - | - | - | ---- | --- | --- | ---- | ------------- |
| 1 | C1     | 0   | 0 | 0 | 0 | 0    | 0   | 0   | 0    | كأس آسيا 2027 |
| 2 | C2     | 0   | 0 | 0 | 0 | 0    | 0   | 0   | 0    |               |
| 3 | C3     | 0   | 0 | 0 | 0 | 0    | 0   | 0   | 0    |               |
| 4 | C4     | 0   | 0 | 0 | 0 | 0    | 0   | 0   | 0    |               |

### المجموعة الرابعة
| م | الفريق | لعب | ف | ت | خ | أ.له | أ.ع | أ.ف | نقاط | التأهل        |
| - | ------ | --- | - | - | - | ---- | --- | --- | ---- | ------------- |
| 1 | D1     | 0   | 0 | 0 | 0 | 0    | 0   | 0   | 0    | كأس آسيا 2027 |
| 2 | D2     | 0   | 0 | 0 | 0 | 0    | 0   | 0   | 0    |               |
| 3 | D3     | 0   | 0 | 0 | 0 | 0    | 0   | 0   | 0    |               |
| 4 | D4     | 0   | 0 | 0 | 0 | 0    | 0   | 0   | 0    |               |

### المجموعة الخامسة
| م | الفريق | لعب | ف | ت | خ | أ.له | أ.ع | أ.ف | نقاط | التأهل        |
| - | ------ | --- | - | - | - | ---- | --- | --- | ---- | ------------- |
| 1 | E1     | 0   | 0 | 0 | 0 | 0    | 0   | 0   | 0    | كأس آسيا 2027 |
| 2 | E2     | 0   | 0 | 0 | 0 | 0    | 0   | 0   | 0    |               |
| 3 | E3     | 0   | 0 | 0 | 0 | 0    | 0   | 0   | 0    |               |
| 4 | E4     | 0   | 0 | 0 | 0 | 0    | 0   | 0   | 0    |               |

### المجموعة السادسة
| م | الفريق | لعب | ف | ت | خ | أ.له | أ.ع | أ.ف | نقاط | التأهل        |
| - | ------ | --- | - | - | - | ---- | --- | --- | ---- | ------------- |
| 1 | F1     | 0   | 0 | 0 | 0 | 0    | 0   | 0   | 0    | كأس آسيا 2027 |
| 2 | F2     | 0   | 0 | 0 | 0 | 0    | 0   | 0   | 0    |               |
| 3 | F3     | 0   | 0 | 0 | 0 | 0    | 0   | 0   | 0    |               |
| 4 | F4     | 0   | 0 | 0 | 0 | 0    | 0   | 0   | 0    |               |

## الملاحظات
1. ↑  تم إدراجه على الموقع الرسمي للاتحاد الآسيوي لكرة القدم باسم الدور التمهيدي للتصفيات المشتركة 1
2. ↑  تم إدراجه على الموقع الرسمي للاتحاد الآسيوي لكرة القدم باسم الدور التمهيدي للتصفيات المشتركة 2
3. ↑  تم إدراجه على الموقع الرسمي للاتحاد الآسيوي لكرة القدم باسم ملحق تصفيات كأس آسيا
4. ↑  تم إدراجه على الموقع الرسمي للاتحاد الآسيوي لكرة القدم باسم الدور النهائي من تصفيات كأس آسيا